# Лянгарська гребля
Лянгарська гребля — гідротехнічна споруда в Узбекистані.
Греблю спорудили в 1973 (за іншими даними — 1973) році у західному завершенні системи Гісарського хребта, в його відгалуженні, що має назву Яккабазький хребет та тягнеться уздовж південної сторони Шахрисабзької оази. У межах проєкту перекрили річку Лянгар, яка витікає з центральної частини Яккабазького хребта в північному напрямку та є лівою притокою Кашкадар'ї (втім, зазвичай вся її вода розбирається на господарські потреби до досягнення колишнього устя).
Лянгарська гребля виконана як земляна споруда висотою 34 метри та довжиною 1050 метрів, що потребувала 1612 тис. м3 матеріалу. Вона утримує сховище з площею поверхні 2,5 км2 та об'ємом 7,35 млн м3, з яких 7 млн м3 належать до корисного.
Основним призначенням греблі є іригація, крім того, споруда виконує селезахисну функцію (можливо відзначити, що в 1973-му було запущене саме селесховище об'ємом 4 млн м3, яке в подальшому розширили до зазначених вище параметрів).